# A8 (motorväg, Österrike)

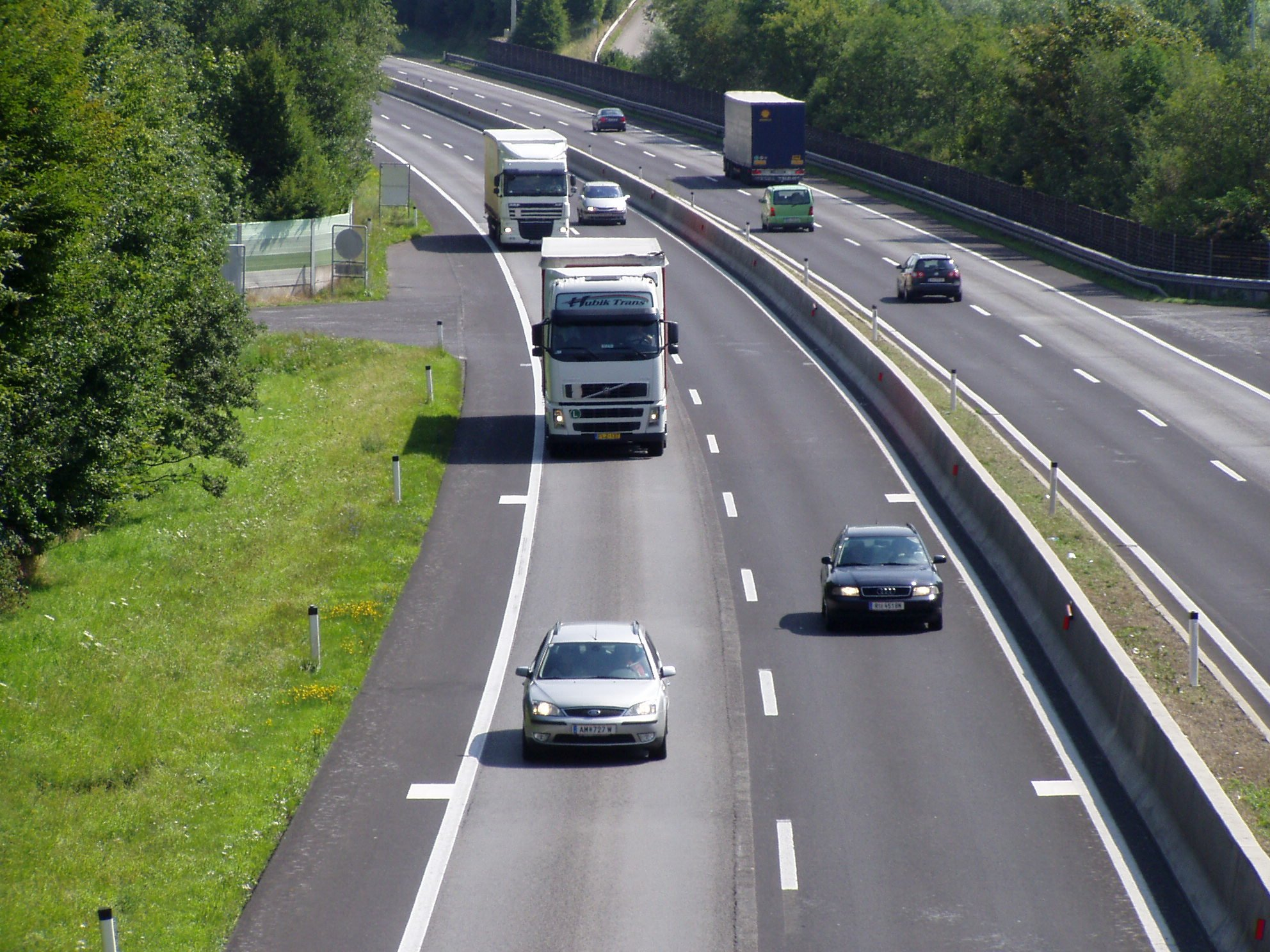
A8 vid Pichl.

A8 är en motorväg i Österrike som går mellan Wels och tyska gränsen vid Passau. Motorvägen är 77,4 kilometer lång.